# Discrete and Computational Geometry
Pour les articles homonymes, voir Computational geometry (homonymie).
 Discrete & Computational Geometry (abrégé en Discrete Comput. Geom.) est une revue scientifique trimestrielle évaluée par les pairs (peer review) et publiée par Springer. Fondée en 1986 par Jacob E. Goodman et Richard M. Pollack, le journal publie des articles de géométrie discrète et de géométrie algorithmique.
Le journal est indexé par Mathematical Reviews, Zentralblatt MATH, Science Citation Index, et Current Contents/Engineering, Computing and Technology.
Le facteur d'impact de ce journal était de 0,935 en 2009.